# 2-я бригада (Сербия)
2-я бригада (серб. 2. бригада копнене војске) — комбинированная бригада в составе Сухопутных войск Сербии. Была сформирована в ходе реорганизации сербской армии 28 марта 2007 года из подразделений 252-й бронетанковй, 20-й моторизованной, 37-й моторизованной, 305-й инженерной бригад, а также 401-й артиллерийско-ракетной бригады ПВО, частей 228-го батальона связи, 24-го батальона спецназа и 524-й тыловой базы. День бригады  отмечается 12 июля. В этот день, в 1805 году, Карагеоргий во время Первого сербского восстания разгромил турецкое войско и освободил Кралево, тогда именовавшееся Карановацем.
2-я бригада состоит из Штаба, 20-го штабного батальона, 21-го и 22-го пехотных батальонов, 23-го самоходного артиллерийского гаубичного дивизиона, 24-го дивизиона РСЗО, 25-го артиллерийского дивизиона ПВО, 26-го танкового батальона, 27-го и 28-го механизированных батальонов, 29-го тылового батальона и 210-го инженерного батальона. Штаб бригады расположен в Кралеве, а гарнизоны находятся в Нови-Пазаре, Рашке и Валеве.

Военнослужащие батальона на учениях с Болгарией в 2011 году

## Вооружение
- M-84 — Основной боевой танк
- M-80 — Боевая машина пехоты
- БТР-50 — Командно-штабная машина
- БРДМ-2 — Разведывательный бронеавтомобиль
- 2С1 «Гвоздика» — 122-мм самоходная гаубица
- M-77 — Реактивная система залпового огня
- Стрела-10 — Зенитный ракетный комплекс
- Bofors L60 — Зенитная пушка

## Командиры
- Желько Кузманович
- 25 февраля 2022 — : полковник Синиша Сташевич (серб. Синиша Сташевић)[2]

## Награды
- Орден Заслуги в обороне и безопасности III степени (2017)[3].